# 32位元
在计算机体系结构中，32位系统是指以处理器、内存和其他以32位为单元处理数据的主要系统组件组成的的计算机系统。与较小的位宽相比，32位计算机可以更有效地执行大型计算，并在每个时钟周期处理更多的数据。典型的32位个人计算机具有32位地址总线，允许访问高达4 GiB的内存，远远超过前几代系统架构允许的容量。因此，32位元也是一種稱呼電腦世代的名詞。

## 原理解釋
32位元可以儲存的整數範圍是0到4294967295，或使用二的補數是-2147483648到2147483647。因此，32位元記憶體位址可以直接存取4 GiB以位元組定址的記憶體。
外部的記憶體和資料匯流排通常都比32位元還寬，但是兩者在處理器內部儲存或是操作時都當作32位元的數量。舉例來說，Pentium Pro處理器是32位元機器，但是外部的位址匯流排是36位元寬，外部的資料匯流排是64位元寬。32位元應用程式是指那些在32位元平面位址空間（平面記憶體模式）的軟體。

## 32位元應用程式
32位元應用程式這個名詞的出現，是由於原先為Intel 8088和Intel 80286微處理器所撰寫的DOS和微軟Windows。這些是16位元的區段位址空間定址的微處理器。擁有大於64KB 的程式和資料因此必須要經常地在不同區段間切換。相對於其他的機器運作，這些操作是相當的耗時，因此應用程式的效能可能變得較差。再者，使用到區段的程式設計比起平面記憶體空間的方式，會導致某些程式語言上的複雜性，像是C語言和C++語言的“記憶體模式”。
在 IBM 相容系統上，從16位元軟體轉移到32位元軟體，隨著 Intel 80386 微處理器的推出而變成可能。這個微處理器和他的後代支援16位元和32位元節區的區段記憶體空間（更精確地說，是有16或32位元位址偏移量的區段）。如果全部的32位元區段的基底位址都設定為0，那麼區段暫存器就不用明確地使用，這些區段可以被遺忘掉，處理器就像是擁有一個簡單的線性32位元位址空間。然而為了相容性的因素，大多數軟體仍以16位元模式撰寫。
像是Windows或是OS/2作業系統提供了也讓16位元（區段）程式可以像32位元程式執行的可能性。前者16位元的相容性之所以存在是因為要提供向前相容性，而後者32位元是用來作為新的軟體發者使用。
iOS 11起停止支持32位应用程序。

## 64位元操作系統中的32位元
在Windows操作系統中常以“x86”表示。